# En poder de Barba Azul
En poder de Barba Azul es una película española de 1940, dirigida por José Buchs con guion de Joaquín Goyanes basado en la novela homónima de la escritora Luisa-María Linares.

## Sinopsis
Una joven se escapa de casa la víspera de su boda, ya que no soporta a su prometido. Cree encontrar su salida colándose como polizón en un barco, cuyo dueño y capitán ha sido abandonado por su novia, por lo que está resentido contra las mujeres. 